# Вишневська Наталя В'ячеславівна
Наталя В'ячеславівна Вишневська (біл. Наталля Вячаславаўна Вішнеўская; 3 травня 1907, Каунас — 3 травня 1989, Ленінград) — білоруська поетеса, редакторка.

## Біографія
Під час Першої світової війни Наталя Вишневська з батьками в евакуації в Самарській губернії. Після громадянської війни Вишневські жили у Слуцьку. Потім почала писати вірші. На становлення поетеси вплинув Якуб Колас, який познайомив її з літературним об’єднанням «Маладняк» і допоміг стати її студенткою МБПТ (1924). Брала участь в I з’їзді «Маладняк» (1925). 
Друкується з 1926 року.
У 1928 році, на останньому курсі навчання, вона вийшла заміж за Олеся Дудара, з яким познайомилася в об'єднані «Маладняк». Незабаром її чоловіка заарештували та відправили до Смоленська. Вступила до Білоруського державного університету (1929), але протягом року її твори не друкувалися, вона не могла знайти роботу, іноді голодувала. У 1930 році «Маладняк» та «Савецкая Беларусь» знову почали друкувати вірші Наталії Вишневської, але у зв’язку з відкриттям нової справи проти Олеся Дудара та новими допитами вона шукала притулку в Москві (1930).
У Москві працювала в білоруській секції Державного видавництва народів СРСР. Після її ліквідації вона перейшла до газети «Гудок» і редагувала білоруську сторінку. Там вона зустріла свого другого чоловіка Олеся Звонака. У 1934 році вона повернулася до Мінська. У 1936 році її знову викликали на допит у справах Олеся Дудара та Олеся Звонака. Вона врятувалася від арешту, поїхала з матір’ю в Україну, потім до Ленінграда (1938), де вийшла заміж за білоруського поета Янка Бобрика. З 1942 року в Нижньогородській області.
У 1945 році повернулася до Ленінграда і працювала бібліотекаркою. Виховувала двох сиріт (обидва стали капітанами далеких подорожей). 
На пенсії у 1962 році. До літературної діяльності вона не повернулася.
Наталя Вишневська померла 3 травня 1989 року.

## Шлюб
Була одружена з Олесем Дударом, Олесем Звонаком, Янком Бобриком.